# Wansbeck
Wansbeck – były dystrykt w hrabstwie Northumberland w Anglii. W 2001 roku dystrykt liczył 61 138 mieszkańców.